# Blaubock
Der Blaubock (Hippotragus leucophaeus) ist eine afrikanische Antilopenart aus der Gruppe der Pferdeböcke. Einst in Südafrika beheimatet, ist sie heute ausgerottet. Benannt war dieses Tier nach dem bläulichen Schimmer seines grauen Fells. Im Erscheinungsbild ähnelte der Blaubock der Pferdeantilope, war aber etwas zierlicher gebaut. Ihm fehlten außerdem die Farbabzeichen am Kopf, die für die Pferdeantilope charakteristisch sind. Man findet den Blaubock gelegentlich als Unterart der Pferdeantilope gelistet. Meistens wird er aber als eigene Art geführt. Irreführenderweise wird im Englischen auch die Nilgauantilope als Bluebuck geführt.

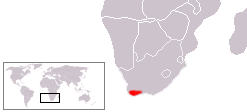
Das ehemalige Verbreitungsgebiet des Blaubocks: Die Südspitze von Südafrika

Das Verbreitungsgebiet beschränkte sich auf die Küstenregion des südwestlichen Südafrikas. Es gibt auch keine Fossilfunde, die eine größere, frühere Verbreitung vermuten lassen. Im Verbreitungsgebiet des Blaubock landeten bereits im 18. Jahrhundert weiße Siedler, die die Art innerhalb weniger Jahre durch Vergnügungsjagden ausrotteten. Durch Überweidung seines Lebensraums war der Blaubockbestand jedoch schon vor Ankunft der ersten Europäer mehr und mehr geschrumpft. Der letzte Blaubock wurde 1799 oder 1800 geschossen, gerade mal 34 Jahre nach der wissenschaftlichen Erstbeschreibung. Nach heutigem Wissensstand ist der Blaubock die erste afrikanische Säugetierspezies, die durch den Menschen in historischer Zeit ausgerottet wurde.
Da das Ausrotten des Blaubocks sehr schnell geschah, blieben nur 16 Museumsexemplare erhalten, die dem Blaubock zugeschrieben wurden. Vier als Blaubock ausgewiesene, ausgestopfte Exemplare befinden sich heute in den Naturkundemuseen von Stockholm (Naturhistoriska riksmuseet), Wien (Naturhistorisches Museum Wien), Leiden (Naturalis) und Paris (Muséum national d’histoire naturelle). In einer 2021 publizierten Studie wurde anhand genetischer Marker (mtDNA) nachgewiesen, dass von zehn der untersuchten Museumsexemplare nur vier tatsächlich zum Blaubock gehören, und zwar die beiden zu Lebendrekonstruktionen verarbeiteten Häute in Stockholm und Wien, ein Schädelfragment aus Leiden sowie ein Paar Hörner aus Uppsala (Evolutionsmuseet der Universität Uppsala). Als der Art zugehörig gelten ferner aufgrund früherer Untersuchungen die zu einer Lebendrekonstruktionen verarbeitete Haut aus Paris und die Haut eines erwachsenen Männchens – des Lektotypus' der Art – aus Leiden (Naturalis). Demnach gelten derzeit (Stand: Januar 2021) nur sechs Überreste der Art als gesichert.

## Belege
1. ↑  Spinage, S. 183
2. ↑  Elisabeth Hempel et al.: Identifying the true number of specimens of the extinct blue antelope (Hippotragus leucophaeus). In: Scientific Reports. Band 11, Artikel-Nr. 2100, 2021, doi:10.1038/s41598-020-80142-2.